# Каддафи, Хамис
Хамис аль-Каддафи (араб. خميس القذافي‎; 27 мая 1983, Триполи — 29 августа 2011) — ливийский политический и военный деятель, младший сын Муаммара Каддафи. Командир Бригады Хамиса во времена ВСНЛАД. На данный момент информация о судьбе генерал-майора разнится. За всё время конфликта поступало много сообщений о гибели Хамиса, которые позже опровергались.

## Биография
Окончил военную академию в Триполи, получив степень бакалавра военных наук, а затем — Военную академию им. Фрунзе в Москве, по данным некоторых источников — также и Военную академию Генерального штаба ВС РФ. С апреля 2010 года является студентом магистратуры в Instituto de Empresa в Мадриде.
Командир Бригады Хамиса — 32-й бригады специального назначения вооружённых сил Ливии, одного из главных военных соединений, лояльных Муаммару Каддафи, участвовавшего в боевых действиях против повстанцев во время гражданской войны в стране.
Во время боевых действий несколько раз появлялись сообщения о гибели Хамиса, которые позже опровергались.
По некоторым данным, погиб 29 августа 2011 года во время боёв за город Тархуна в 80 км к юго-западу от Триполи. 4 сентября о его смерти сообщил представитель Национального переходного совета.
1 и 5 октября газета «Аргументы недели» передавала информацию, опровергающую факт гибели Хамиса.
17 октября 2011 года смерть Хамиса подтвердили сторонники Муаммара Каддафи, информацию об этом обнародовал базирующийся в Дамаске телеканал «Аль-Раи».
22 ноября 2011 года агентство Синьхуа со ссылкой на источник в ливийском Министерстве обороны сообщило, что Хамис Каддафи до сих пор жив и находится в 80 км к юго-востоку от Триполи, в городе Тархуна, разведывательные структуры ПНС рассчитывали арестовать его в ближайшее время.
25 февраля 2012 года информация о том, что он жив (хоть и потерял ногу), появилась снова, на сей раз об этом сообщил телеканал Аль-Арабия.
14 мая 2012 года снова появились сообщения о том, что Хамис Каддафи, возможно, жив и находится в мятежном Бени-Валиде. Источником информации на этот раз было алжирское информационное агентство Algeria ISP.
20 октября 2012 года новые власти Ливии объявили, что Хамис был схвачен и убит у Бени-Валида. В этот же день другой якобы захваченный соратник Каддафи, Муса Ибрагим, в аудиообращении на страничке в Facebook своим голосом опроверг сообщения как о своём пленении, так и о гибели Хамиса. По мнению журналиста Орхана Джемаля, очередное сообщение о гибели Хамиса было связано с тем, что силам, которые много дней безуспешно штурмовали Бени-Валид, необходимо было сообщить хоть о каком-то успехе. Позже, 24 октября, по сообщениям ливийского проправительственного источника Libya Herald, пресс-секретарь правительства Насер аль-Манаа извинился за ложные сообщения о гибели Хамиса. Пресс-секретарь Муаммара Каддафи Муса Ибрагим опроверг информацию о смерти Хамиса, заявив, что он только получил ранение. Для того чтобы спасти раненого Каддафи, было принято решение провести ложные похороны в Бени Валиде, а самого военачальника вывезти из города.